# Taxidermy (album de Abney Park)
Albums de Abney Park
Twisted & Broken The Death of Tragedy
Taxidermy est le troisième album du groupe Abney Park. Il contient 5 remixes, 3 lives et 2 reprises.

## Titres
1. "The Wake (2005 Mix)"
2. "New Black Day"
3. "The Change Cage (2005 Mix)"
4. "White Wedding" (Billy Idol cover)
5. "The Root Of All Evil - Live"
6. "The Shadow Of Life - Live"
7. "The Only One - Live"
8. "Creep" (Radiohead cover)
9. "Dead Silence (2005 Mix)"
10. "The Wake (Dream Mix)"

## Membres
- Robert Brown - Chant
- Kristina Erickson - Clavier
- Traci Nemeth - Chant
- Rob Hazelton - Guitare et Chant
- Krysztof Nemeth - Basse

- Thomas Thompson - Basse (New Black Day et White Wedding)
- Rachel Gilley - Chant (New Black Day, White Wedding et Dead Silence)
- Henry Cheng - Guitare (Creep)